# KCGI
KCGI(Korea Corporate Governance Improvement, 한국어: 케이씨지아이)는 LK투자파트너스 출신의 강성부가 2018년 설립한 대한민국의 독립계 사모펀드이다. 또한 한진칼, 한진, 이노와이어리스 등의 기업에 투자하기도 하였다.

## 논란
KCGI가 DB하이텍 지분 7.05%를 사들이며 경영 참여를 선언했다가 9개월 만에 모회사 DB Inc에 지분 5.63%를 팔자 DB하이텍 소액주주연대가 DB하이텍의 경영권을 위협해 단기 차익을 얻고 주주들에게 손실을 입혔다며 KCGI를 고소하고 금융감독원에 진정서를 냈다.